# Лук'ян Жураківський
Жураківський Лук'ян Якович (*р. н. невід. — †1718) — український шляхтич гербу Сас, військовий діяч, наказний Ніжинський полковник у 1701—1718 роках.

## Життєпис
Народився у Ніжині. Походив з козацького старшинського роду Жураківських. Син Якова Жураківського, ніжинського полковника. За підтримку політики гетьмана Івана Мазепи отримав посаду наказного полковника ніжинського. Одначе прошведську орієнтацію гетьмана не підтримував. Коли І.Мазепа з частиною військ перейшов на бік Карла ХІІ, Л.Жураківський подався на службу до Петра І. Брав участь у війні проти Швеції, зокрема на території Священної Римської імперії. Помер у 1718 році.